# Niketa Calame
Niketa Calame, född 10 november 1980 i Los Angeles,  är en amerikansk röstskådespelare som arbetat för Disney. Hon är främst känd för rösten till den unga Nala i den tecknade filmen Lejonkungen (1994).